# Stephanie Brunner
Stephanie Brunner (Schwaz, 20 febbraio 1994) è una sciatrice alpina austriaca.

## Biografia
Specialista delle prove tecniche originaria di Tux, Stephanie Brunner ha esordito nel Circo bianco il 7 dicembre 2009 disputando a Sölden uno slalom speciale valido come gara FIS, senza completarlo. Ha debuttato in Coppa Europa il 12 gennaio 2010, quando si è piazzata 61ª nella discesa libera disputata sulle nevi di Altenmarkt-Zauchensee; l'anno successivo è stata convocata per i Mondiali juniores di Roccaraso, onorando la partecipazione con la conquista della medaglia d'oro nello slalom speciale. Ha quindi esordito in Coppa del Mondo il 17 marzo successivo a Schladming, piazzandosi 23ª.
Il 18 febbraio 2014 ha ottenuto il suo primo podio in Coppa Europa, giungendo 2ª nello slalom gigante di Monte Pora alle spalle della connazionale Eva-Maria Brem; nel 2015 ha vinto due medaglie d'argento ai Mondiali juniores di Hafjell, nello slalom gigante e nella gara a squadre. Ai Mondiali di Sankt Moritz 2017, suo esordio iridato, si è classificata 5ª nello slalom gigante. Ai XXIII Giochi olimpici invernali di Pyeongchang 2018, sua prima presenza olimpica, ha vinto la medaglia d'argento nella gara a squadre e non ha completato né lo slalom gigante né lo slalom speciale; il 24 novembre dello stesso anno ha colto a Killington in slalom gigante il suo primo podio in Coppa del Mondo (3ª). Ai Mondiali di Cortina d'Ampezzo 2021 si è classificata 14ª nello slalom parallelo, 5ª nella gara a squadre e non ha completato lo slalom gigante e ai XXIV Giochi olimpici invernali di Pechino 2022 non ha completato lo slalom gigante; ai Mondiali di Saalbach-Hinterglemm 2025 si è piazzata 18ª nello slalom gigante e 6ª nella gara a squadre.

## Palmarès

### Olimpiadi
- 1 medaglia:
  - 1 argento (gara a squadre a Pyeongchang 2018)

### Mondiali juniores
- 3 medaglie:
  - 1 oro (slalom speciale a Roccaraso 2012)
  - 2 argenti (slalom gigante, gara a squadre a Hafjell 2015)

### Coppa del Mondo
- Miglior piazzamento in classifica generale: 21ª nel 2018
- 1 podio:
  - 1 terzo posto

### Coppa Europa
- Miglior piazzamento in classifica generale: 2ª nel 2016
- Vincitrice della classifica di slalom gigante nel 2016
- 10 podi:
  - 6 vittorie
  - 2 secondi posti
  - 2 terzi posti

#### Coppa Europa - vittorie
| Data             | Località             | Paese    | Specialità |
| ---------------- | -------------------- | -------- | ---------- |
| 7 dicembre 2015  | Trysil               | Norvegia | GS         |
| 5 gennaio 2016   | Zinal                | Svizzera | GS         |
| 18 gennaio 2016  | Göstling an der Ybbs | Austria  | GS         |
| 28 gennaio 2016  | Sestriere            | Italia   | GS         |
| 12 febbraio 2016 | Borovec              | Bulgaria | GS         |
| 26 gennaio 2017  | Davos                | Svizzera | SG         |

Legenda:

GS = slalom gigante

SG = supergigante

### South American Cup
- Miglior piazzamento in classifica generale: 9ª nel 2024
- 3 podi:
  - 3 secondi posti

### Australia New Zealand Cup
- Miglior piazzamento in classifica generale: 6ª nel 2016
- 3 podi:
  - 2 secondi posti
  - 1 terzo posto

### Campionati austriaci
- 5 medaglie:
  - 2 ori (slalom speciale nel 2016; slalom gigante nel 2025)
  - 2 argenti (slalom gigante, combinata nel 2015)
  - 1 bronzo (slalom gigante nel 2014)